# 桐梓镇 (重庆市)
桐梓镇，是中华人民共和国重庆市武隆区下辖的一个乡镇级行政单位。

## 行政区划
桐梓镇下辖以下地区：
同心社区、香树村、官田村、繁荣村、长征村、双凤村和桐梓村。